# العلاقات البوتانية القبرصية
العلاقات البوتانية القبرصية هي العلاقات الثنائية التي تجمع بين بوتان وقبرص.

## مقارنة بين البلدين
هذه مقارنة عامة ومرجعية للدولتين:
| وجه المقارنة                                              | بوتان          | قبرص                                                                 |
| --------------------------------------------------------- | -------------- | -------------------------------------------------------------------- |
| المساحة (كم2)                                             | 38.39 ألف      | 9.24 ألف                                                             |
| عدد السكان (نسمة)                                         | 807.61 ألف     | 1.14 مليون                                                           |
| الكثافة السكانية (ن./كم²)                                 | 21.04          | 123.38                                                               |
| العاصمة                                                   | تيمفو          | نيقوسيا                                                              |
| اللغة الرسمية                                             | لغة دزونكا     | اليونانية الحديثة، اللغة التركية، لغة يونانية                        |
| العملة                                                    | نغولترم بوتاني | يورو، جنيه قبرصي                                                     |
| الناتج المحلي الإجمالي (بليون دولار)                      | 2.51 مليار     | 21.65 مليار                                                          |
| الناتج المحلي الإجمالي (تعادل القوة الشرائية) بليون دولار | 6.49 مليار     | 26.73 مليار                                                          |
| الناتج المحلي الإجمالي الاسمي للفرد دولار أمريكي          | 2.66 ألف       | 23.24 ألف                                                            |
| الناتج المحلي الإجمالي للفرد دولار أمريكي                 | 7.82 ألف       | 30.24 ألف                                                            |
| مؤشر التنمية البشرية                                      | 0.605          | 0.850                                                                |
| رمز المكالمات الدولي                                      | +975           | +357                                                                 |
| رمز الإنترنت                                              | .bt            | .cy                                                                  |
| المنطقة الزمنية                                           | ت ع م+06:00    | ت ع م+02:00، ت ع م+03:00، توقيت شرق أوروبا، توقيت شرق أوروبا الصيفي ‏ |

## منظمات دولية مشتركة
يشترك البلدان في عضوية مجموعة من المنظمات الدولية، منها:
| علم المنظمة | اسم المنظمة                        | تاريخ انضمام بوتان | تاريخ انضمام قبرص |
| ----------- | ---------------------------------- | ------------------ | ----------------- |
|             | مؤسسة التنمية الدولية              | 28 سبتمبر 1981     | 2 مارس 1962       |
|             | مؤسسة التمويل الدولية              | 1 ديسمبر 2003      | 2 مارس 1962       |
|             | منظمة حظر الأسلحة الكيميائية       | ?                  | ?                 |
|             | الأمم المتحدة                      | 21 سبتمبر 1971     | 20 سبتمبر 1960    |
|             | الاتحاد الدولي للاتصالات           | 15 سبتمبر 1988     | 24 أبريل 1961     |
|             | منظمة الشرطة الجنائية الدولية      | ?                  | ?                 |
|             | البنك الدولي للإنشاء والتعمير      | 28 سبتمبر 1981     | 21 ديسمبر 1961    |
|             | الاتحاد البريدي العالمي            | ?                  | ?                 |
|             | وكالة ضمان الاستثمار متعدد الأطراف | 21 أكتوبر 2014     | 12 أبريل 1988     |
|             | يونسكو                             | 13 أبريل 1982      | 6 فبراير 1961     |

## وصلات خارجية
- موقع وزارة الخارجية البوتانية
- موقع وزارة الخارجية القبرصية